# 堀氏
堀氏（ほりし）は、武家・華族だった日本の氏族の一つ。諸姓に属する堀氏があるが、藤原氏利仁流と称し美濃国に出自を持つ堀氏が最も栄えた。同家の堀秀政は織田信長、豊臣秀吉に仕えて台頭し、1585年には越前国北ノ庄18万石を与えられた。その子秀治は1598年に越後国春日山30万石に転封したが、その子忠俊の代の1610年に徳川氏により改易された。一方秀治の弟堀親良の系統は小大名信濃飯田藩主として続き、維新後華族の子爵家に列した。 

## 起源
堀氏にも他氏と同様異流がいくつかある。後述の堀秀政の系統は藤原氏利仁流斎藤氏族、秀政の従兄弟堀直政は元は清和源氏の斯波氏族庶流奥田氏の血脈だが、秀政より堀氏を賜り、藤原姓に改める。他には、清和源氏頼光流（多田源氏）、桓武平氏良文流の千葉氏族、近江国の藤原氏秀郷流、近江国浅井郡堀村の菅原氏族、若狭武田氏族、宇多源氏佐々木氏族、藤原氏利仁流大神氏族などがある。

## 歴史

### 概略
戦国時代後期から安土桃山時代にかけて織田信長、豊臣秀吉に仕え活躍した堀秀政の一族が著名である。秀政の死後、関ヶ原の戦いにおいて堀秀治や堀直政らは東軍に味方し、徳川氏の下で堀氏は大名として数家が生き残ったが、秀政系、直政系の各宗家は断絶・改易の憂き目に遭い、明治維新を大名として迎えたのは傍流の一部（秀政系で1家、直政系で3家）にとどまった。秀政の孫に当たる嫡男忠俊は、改易の際、芳泉院と名乗り出家。加賀の蓮照寺住職となり、堀家を残し、その後前田家の庇護のもと越中富山の大田口に地所を拝領し、蓮照寺、芳泉院釋定秀として寺を守り、現在の豊田山蓮照寺へと繋がっている。
堀直政の子孫は、嫡男の直清（直次）の系統は、直清の嫡男直昌は小浜藩の酒井家に仕え、次男の直浄（直倫）と六男直正（直信）は越後新発田藩の家老となり、七男直勝（直長）は飯田堀家に仕えた。直清の子は三男から五男が不詳であるが、そのうち直成（なおしげ）が飯田堀家に、舎人某は細川越中守（熊本藩）に仕えたという。直政の子孫で、村松藩、須坂藩、椎谷藩の藩主となった、直寄、直重、直之の系統は、明治時代に奥田氏に復姓していて、子孫はすでに堀氏ではない（椎谷藩の嫡流は奥田復姓を拒み、現在も堀氏で、椎谷藩の家督は村松からの養子が相続した）。

### 春日山（越後福島）藩
堀秀重の嫡男・堀秀政は信長に仕え、近江国坂田郡に2万5,000石を与えられた。本能寺の変後は秀吉に従い、越前国北ノ庄に18万石を与えられた。
秀政の長男・秀治は、慶長3年（1598年）4月に越前北ノ庄18万石から越後春日山30万石（一説には45万石）へ加増移封され、その際に村上義明（9万石）、溝口秀勝（6万1000石）、堀親良（3万石）、堀直寄（1万石）を与力とした。与力・一門を加えると小早川と鍋島を超え、豊臣政権下で第九位の大大名となった。
秀治は24歳のため、豊臣秀吉は堀直政をして補佐せしめた。また、越後に移封された際、前国主の上杉景勝の家老である直江兼続が前半歳の租税を徴したので、返還を求めたが、上杉氏はこれを拒否した。秀治は入部すると春日山城の矢倉・堀の普請を行ない、慶長5年（1600年）には福嶋の地に居城移転を計画。
慶長12年（1607年）、堀忠俊の代に越後福嶋城に移る。慶長15年（1610年）に内紛で改易（発端である村松藩の項を参照）。

### 飯田藩
堀秀政の次男・堀親良は蔵王堂に4万石を領し、うち1万石を家老の近藤重勝に分与した。慶長7年（1602年）頃、宗家重臣の堀直政と不和になって対立し出奔、所領を失う。慶長16年（1611年）、下野国真岡に1万2,000石を賜り、江戸で秀忠に拝謁する。この間に堀氏宗家は改易処分を受けているが、隠遁していた親良（当時は秀成）は連座をすることはなかった。
寛永4年（1627年）下野国烏山に移封され2万5,000石を領した（うち5,000石は次弟と三弟に分与、旗本二家を立てる）。嫡男・親昌は寛文12年（1672年）、信濃飯田2万石に転封となる。
その後の歴代当主は水野忠邦の失脚による連座、天狗党に対して何の対処もとらずに関所を通過させた件などで、数度の減封があり1万5000石で明治に至る。 

### 明治以降
最後の飯田藩主堀親広は、明治2年（1869年）に版籍奉還で知藩事に転じるとともに華族に列し、1871年（明治4年）の廃藩置県まで知藩事を務めた。明治17年（1884年）の華族令で華族が五爵制になると旧小藩知事（飯田藩は現米1万40石で現米5万石未満の小藩に該当）として子爵家に列する。
堀子爵家の邸宅は東京市赤坂区新町にあった。

## 奥田堀家（奥田家）
尾張中島郡奥田庄にて、奥田直純の子として生まれ、従弟の堀秀政の家老となり、堀姓を与えられた堀直政（奥田直政）の家。
直政の子孫は宗家及び直政嫡流の断絶後も庶流が村松藩・椎谷藩・須坂藩として幕末まで存続、明治10年（1877年）旧3藩主家は奥田姓に復姓し、明治17年（1884年）の華族令に伴って3家共に子爵に叙された。

### 村松藩
堀直政は主君・堀秀政の没後は嫡男・堀秀治に仕える。上杉景勝に代わり秀治が越後へ移された際、甘粕景持に替って三条城の城主となる。
直政の長男・直清は父から受け継いだ三条5万石の城主となり、堀家の執政職となる。ところが慶長15年（1610年）、昨年に幼君忠俊に訴えて追放した弟・直寄（堀直政の次男）が徳川家康に訴えたため直清は改易され、越後福島藩主で秀治の嫡男・堀忠俊も磐城平藩・鳥居忠政へお預けとなった。しかし、直寄自身も1万石減封で信濃飯山藩4万石に転封された（越後福嶋騒動）。 
その後、堀直寄は長岡8万石から村上10万石（実高17万石とも）に転封となり、さらに3万石を加増される。加増分は直寄の次男・直時が分与され安田藩を立てる。村上藩は、直寄の長男・直次が寛永15年（1638年）に父に先立って死去した。翌年には父・直寄も亡くなり直次の長男でわずか4歳の直定が跡を継ぐことになったが、寛永19年（1642年）に夭折し、村上藩堀家（直政系嫡流）は断絶した。
堀直時は本家の村上藩が断絶・所領召し上げとなった後も、安田藩3万石の領有を認められた。本家の遺臣らにより村上の遺領相続を願い出たが、幕府からは認められなかった。
寛永21年（1644年）5月、直時の子・堀直吉の時代に領地替えと城主格への昇進が行なわれて、安田陣屋から村松城に移したことから、正式な村松藩が始まった。

### 椎谷藩
元和2年（1616年）7月、堀直政の四男（一説には三男）・堀直之は大坂の陣による軍功が認められて、越後国沼垂郡に5500石を与えられ、椎谷に陣屋を置いた。直之の跡を継いだ堀直景の時代、関東の地に1万石を与えられ、大名となった。元禄11年（1698年）、第4代当主・堀直宥が越後の沼垂・三島・蒲原三郡内において1万石を領し、椎谷に居住したのが正式な椎谷藩の始まりである。

### 須坂藩
堀直政の五男（一説には四男）・堀直重は、慶長5年（1600年）の関ヶ原の戦いで東軍に与して軍功を挙げたことにより、下総矢作に2000石と信濃須坂に6000石の所領を与えられた。慶長19年（1614年）からの大坂の陣でも徳川方として参戦し、功績を挙げて高井郡内に4000石加増された。この加増年に関しては、元和元年（1615年）説と元和2年（1616年）説がある。当初は1万2000石で立藩したが、第2代堀直升は下総国矢作2000石のうち、1000石を次弟の堀直昭に、三弟と末弟にそれぞれ500石を分知したため、須坂藩は1万石となった。

### 明治以降
村松藩主家、椎谷藩主家、須坂藩主家、いずれも明治維新まで続き、維新後には堀から奥田に復姓した。維新後3家とも華族に列し、華族令施行後には旧小藩知事（村松藩の現米は2万690石、椎谷藩の現米は4390石、須坂藩の現米は4330石で、いずれも現米5万石未満の小藩）として子爵家に列した。村松奥田子爵家の邸宅は東京市杉並区西高井戸、椎谷奥田子爵家の邸宅は京都市左京区下鴨松原町、須坂奥田子爵家の邸宅は東京市杉並区下高井戸にあった。

## 利重系堀家（交代寄合）
堀秀重の三男（秀政の弟）・堀利重も、元和8年（1622年）に常陸玉取に1万石（のち加増と分与で1万2千石）を与えられ大名に列した。嫡男・利長には子がなく、養孫・通周は延宝7年に錯乱して家臣を斬りつけ、玉取藩は改易。後に通周の弟・利雄を養子に迎えた上で、3千石の交代寄合として家名存続が許された。 

## 各系統の家紋
- 藤原氏利仁流斎藤氏族 - 三つ盛亀甲に唐花菱、亀甲に唐花菱、釘抜き、丸に梅鉢（飯田堀家）、左藤巴（堀秀村の家系）、丸に蔦、丸に剣片喰（かたばみ）、丸に立ち沢瀉（おもだか）、丸に抱き茗荷、丸に上がり藤、
- 利仁流、元斯波氏族奥田氏 - 亀甲に唐花菱、三つ盛亀甲に唐花菱、釘抜き（村松堀家、椎谷堀家）、亀甲に卍（須坂堀家）、丸に釘抜き、丸に互い釘抜き、五つ瓜に唐花、丸に剣片喰、
- 藤原氏秀郷流 - 丸に木瓜
- 菅原氏族 - 梅鉢、丸に八重向う梅、丸に抱き茗荷
- 千葉氏族 - 九曜、左三つ巴
- 若狭武田氏族 - 丸に五三桐
- 宇多源氏佐々木氏族 - 捻じ四つ目、隅切り角に平四つ目、丸に剣片喰
- 利仁流大神氏族 - 丸に剣片喰

戦国時代、堀秀政は三つ盛亀甲に唐花菱、堀直政は亀甲に唐花菱を定紋とし、共に釘抜きを替紋としていた。村松堀家が定紋を釘抜きとし、飯田堀家が丸に梅鉢を定紋にしてからは、これらが堀氏の代表的家紋として挙げられることが多い。直清の系統は亀甲に唐花菱を定紋としている（新発田藩の世臣譜に直清の孫にあたる蔵人直隆が、村松から亀甲に唐花菱を定紋としたいと申し出があった際、許さぬ、と返答したという逸話が載っている）。丸のある家紋は装飾の多くなった江戸中期以降の分家の家紋と思われる。亀甲に唐花菱は一般に流行し通紋となったため、堀氏だけのものではなくなっている（「三つ盛亀甲に唐花菱」は戦国時代の近江の浅井氏の家紋としても知られている）。

### 文献
- 『都道府県別姓氏家紋大事典 東日本編』『同 西日本編』 千鹿野茂著 柏書房 2004
- 『姓氏家系歴史伝説大事典』 志村有弘編
- 『寛政重修諸家譜』
- 『堀家の歴史』 堀直敬著 堀家の歴史研究会 1967
- 浅見雅男『華族誕生 名誉と体面の明治』リブロポート、1994年（平成6年）。
- 小田部雄次『華族 近代日本貴族の虚像と実像』中央公論新社〈中公新書1836〉、2006年（平成18年）。ISBN 978-4121018366。
- 新田完三『内閣文庫蔵諸侯年表』東京堂出版、1984年（昭和59年）。
- 華族大鑑刊行会『華族大鑑』日本図書センター〈日本人物誌叢書7〉、1990年（平成2年）。ISBN 978-4820540342。